# Mistrovství Evropy juniorů v ledním hokeji 1968
Mistrovství Evropy juniorů v ledním hokeji 1968 byl zahajovací ročník této soutěže. Turnaj hostilo od 26. prosince 1967 do 3. ledna 1968 finské město Tampere. Hráli na něm hokejisté narození v roce 1948 a mladší.

## Kvalifikace
Jelikož se jednalo o první ročník, samotnému turnaji předcházela kvalifikace, která se uskutečnila v listopadu a prosinci roku 1967, byla jednokolová, týmy se utkaly ve vzájemném zápase dvakrát.
| 10. listopadu, 1967 | Švýcarsko | 1 – 3 (1-0, 0-2, 0-1) | NDR | Kunsteisbahn, Schaffhausen |  |

| 12. listopadu, 1967 | NDR | 10 – 1 (4-0, 1-0, 5-1) | Švýcarsko | Kunsteisstadion im Sahnpark, Crimmitschau |  |

| 26. listopadu, 1967 | Norsko | 1 – 18 (1-5, 0-5, 0-8) | Švédsko | Sarpsborg |  |

| 27. listopadu, 1967 | Norsko | 0 – 17 (0-6, 0-5, 0-6) | Švédsko | Oslo |  |

| 2. prosince, 1967 | Francie | 1 – 16 (0-2, 1-4, 0-10) | Polsko | Remeš |  |

| 3. prosince, 1967 | Francie | 6 – 6 (1-4, 2-0, 3-2) | Polsko | Remeš |  |

| 2. prosince, 1967 | SSSR | 9 – 1 (2-0, 4-0, 3-1) | Bulharsko | Remeš |  |

| 4. prosince, 1967 | SSSR | 4 – 0 (0-0, 1-0, 3-0) | Bulharsko | Remeš |  |

 ČSSR -  NSR bez boje

 Finsko - pořádající země

## Výsledky
Všech šest týmů se střetlo ve formátu každý s každým. Konečné pořadí na turnaji bylo umístění mužstva v tabulce.
| Poř. | Tým     | TCH  | URS  | SWE  | FIN | POL  | NDR  | Z | V | R | P | Skóre | B  |
| 1.   | ČSSR    | —    | 4:3  | 5:2  | 8:5 | 14:4 | 15:0 | 5 | 5 | 0 | 0 | 46:14 | 10 |
| 2.   | SSSR    | 3:4  | —    | 6:4  | 5:2 | 16:2 | 9:2  | 5 | 4 | 0 | 1 | 39:14 | 8  |
| 3.   | Švédsko | 2:5  | 4:6  | —    | 4:2 | 5:5  | 21:1 | 5 | 2 | 1 | 2 | 36:19 | 5  |
| 4.   | Finsko  | 5:8  | 2:5  | 2:4  | —   | 9:1  | 8:3  | 5 | 2 | 0 | 3 | 26:21 | 4  |
| 5.   | Polsko  | 4:14 | 2:16 | 5:5  | 1:9 | —    | 7:2  | 5 | 1 | 1 | 3 | 19:46 | 3  |
| 6.   | NDR     | 0:15 | 2:9  | 1:21 | 3:8 | 2:7  | —    | 5 | 0 | 0 | 5 | 8:60  | 0  |

 NDR sestoupila z elitní skupiny

## Turnajová ocenění
|                        | Brankář   | Obránce          | Obránce          | Útočník         | Útočník         | Útočník         |
| ---------------------- | --------- | ---------------- | ---------------- | --------------- | --------------- | --------------- |
| Ceny direktoriátu IIHF | Jiří Crha | Valerij Vasiljev | Valerij Vasiljev | Walenty Ziętara | Walenty Ziętara | Walenty Ziętara |

### Nejproduktivnější hráč
|                 | G  | A | B  |
| --------------- | -- | - | -- |
| Walenty Ziętara | 11 | 0 | 11 |

## Mistři Evropy - Československo
Brankáři: Jiří Crha, Milan Magdalík

Obránci: Vladimír Bednář, František Zelenický, Jaroslav Kohout, Jaromír Hanačík, Josef Gabriel

Útočníci: Vladimír Martinec, Jiří Novák, Milan Hejduk, Jiří Vodák, Marek Sýkora, Bohuslav Ebermann, Karel Ruml, Josef Paleček, Jiří Janák, Pavel Bureš, Július Haas.